# Tour de France 2015/19. Etappe
Die 19. Etappe der Tour de France 2015 fand am 24. Juli 2015 statt. Sie führte von Saint-Jean-de-Maurienne über 138 Kilometer nach La Toussuire - Les Sybelles. Es gab insgesamt vier Bergwertungen, davon eine der zweiten Kategorie, zwei der ersten Kategorie sowie mit dem Col de la Croix de Fer nach 83 Kilometern eine der Hors Catégorie. Die Etappenankunft in La Toussuire war dabei eine Bergankunft der ersten Kategorie. Außerdem gab es einen Zwischensprint nach 42 Kilometern in Épierre. Die 19. Etappe zählte als Hochgebirgsetappe. Es gingen 161 Fahrer an den Start.

## Rennverlauf
Nur wenige Minuten nach dem Start bildeten sich einige Spitzengruppen, die sich allmählich zu einer größeren Gruppierung aus 26 Fahrern zusammenfanden. Vertreten waren unter anderem Joaquim Rodríguez, der Punkte für die Verteidigung des Gepunkteten Trikots sammeln wollte, Jean-Christophe Péraud, Andrew Talansky und Pierre Rolland. Die Sky-Mannschaft um Chris Froome übernahm die Nachführarbeit. Es ging nahezu von Beginn an bergauf, sodass in der Gruppe der Favoriten mehrere Attacken gestartet wurden. Vincenzo Nibali konnte bis in die Spitzengruppe hereinfahren, auch Alberto Contador und Alejandro Valverde versuchten, wegzukommen. Die aggressive Fahrweise führte dazu, dass Chris Froome nun fast auf sich allein gestellt war, nur sein Teamkamerad Wouter Poels konnte dem Tempo noch folgen. Die erste Bergwertung gewann Rodríguez vor Steven Kruijswijk und Pierre Rolland. In der Abfahrt war die Rennsituation unübersichtlich, das zersprengte Feld fand langsam wieder zusammen und verschiedene Fahrer lagen kurzzeitig in Führung. Die Spitzengruppe setzte sich aus rund 20 Fahrern zusammen und lag etwa zwei Minuten vor dem Feld.
Nach dem unumkämpften Zwischensprint lag als Nächstes der Anstieg zum Col de la Croix de Fer vor den Fahrern. Dort attackierte Pierre Rolland aus der Spitzengruppe heraus, im Hauptfeld wurde dagegen weiterhin nicht besonders schnell gefahren. Erst mit der Übernahme der Führungsarbeit durch Astana wurde das Tempo erhöht, was prompt Wirkung zeigte: Viele Fahrer konnten dem Tempo nicht mehr standhalten und fielen zurück, übrig blieb eine Favoritengruppe aus neun Fahrern. Vorn hatte sich Rolland absetzen können, die Favoritengruppe überholte nun einige seiner Verfolger, darunter auch Rodríguez. Als Chris Froome wegen eines Defektes kurz anhalten musste, griff Vincenzo Nibali erneut an und machte sich auf die Verfolgung Rollands. Er erreichte die Wertung etwa eine Minuten hinter dem Franzosen, drittplatziert war Romain Bardet, der sich noch Chancen auf das Gepunktete Trikot ausrechnete. In der kurzen Abfahrt bis zum nächsten Anstieg fuhr Nibali sehr riskant, um Boden auf Rolland gutzumachen. Er lag noch etwa 40 Sekunden zurück, die Gruppe um Froome hatte etwa zwei Minuten Rückstand. Kurz hinter der Bergwertung am Col du Mollard hatte Nibali Rolland eingeholt.
Das Spitzenduo machte sich nun mit 1:50 Minuten Vorsprung auf den Weg zur Bergankunft in La Toussuire (1. Kategorie). Die Verfolgergruppe bestand noch aus folgenden Fahrern: Wouter Poels, Chris Froome (Sky), Rafał Majka, Roman Kreuziger, Alberto Contador (Tinkoff-Saxo), Alejandro Valverde, Nairo Quintana (Movistar), Romain Bardet (ag2r), Robert Gesink (Lotto NL-Jumbo), Rubén Plaza (Lampre-Merida), Bauke Mollema (Trek), Andrew Talansky (Cannondale-Garmin), Thibaut Pinot (FDJ) und Mathias Frank (IAM). Im Anstieg ließ Nibali Rolland stehen und fuhr schnell über eine Minute auf den Franzosen heraus, der sich dann zur Verfolgergruppe zurückfallen ließ. Dort griff Nairo Quintana an, Froome folgte, konnte aber nicht aufschließen und lag etwa 20 Sekunden hinter dem Kolumbianer. Vorn hielt Nibali seinen Vorsprung auf Quintana und gewann die Etappe. Froome kam als Dritter 30 Sekunden hinter Quintana ins Ziel, sein Vorsprung im Gesamtklassement verkürzte sich damit auf 2:38 Minuten. 1:12 Minuten hinter Froome kam die übrige Gruppe mit Bardet, Valverde und Contador ins Ziel. Für Bardet bedeuteten die vier im Schlussanstieg gewonnenen Bergpunkte die Führung in der Wertung um das Gepunktete Trikot.

## Punktewertungen
| Zwischensprint in Épierre nach 42 km auf 371 m |                        |                         |         |
| 1.                                             | Frankreich             | Cyril Gautier (EUC)     | 20 Pkt. |
| 2.                                             | Frankreich             | Pierre Rolland (EUC)    | 17 Pkt. |
| 3.                                             | Australien             | Michael Rogers (TCS)    | 15 Pkt. |
| 4.                                             | Niederlande            | Dylan van Baarle (TCG)  | 13 Pkt. |
| 5.                                             | Frankreich             | Nicolas Edet (COF)      | 11 Pkt. |
| 6.                                             | Niederlande            | Stef Clement (IAM)      | 10 Pkt. |
| 7.                                             | Frankreich             | Tony Gallopin (LTS)     | 9 Pkt.  |
| 8.                                             | Spanien                | Joaquim Rodríguez (KAT) | 8 Pkt.  |
| 9.                                             | Spanien                | Alberto Losada (KAT)    | 7 Pkt.  |
| 10.                                            | Frankreich             | Romain Bardet (ALM)     | 6 Pkt.  |
| 11.                                            | Frankreich             | Romain Sicard (EUC)     | 5 Pkt.  |
| 12.                                            | Vereinigtes Konigreich | Steve Cummings (MTN)    | 4 Pkt.  |
| 13.                                            | Italien                | Adriano Malori (MOV)    | 3 Pkt.  |
| 14.                                            | Spanien                | Rubén Plaza (LAM)       | 2 Pkt.  |
| 15.                                            | Tschechien             | Roman Kreuziger (TCS)   | 1 Pkt.  |

| Etappenziel in La Toussuire - Les Sybelles nach 138 km auf 1705 m |                        |                          |         |
| 1.                                                                | Italien                | Vincenzo Nibali (AST)    | 20 Pkt. |
| 2.                                                                | Kolumbien              | Nairo Quintana (MOV)     | 17 Pkt. |
| 3.                                                                | Vereinigtes Konigreich | Chris Froome (SKY)       | 15 Pkt. |
| 4.                                                                | Frankreich             | Thibaut Pinot (FDJ)      | 13 Pkt. |
| 5.                                                                | Frankreich             | Romain Bardet (ALM)      | 11 Pkt. |
| 6.                                                                | Spanien                | Alejandro Valverde (MOV) | 10 Pkt. |
| 7.                                                                | Niederlande            | Bauke Mollema (TFR)      | 9 Pkt.  |
| 8.                                                                | Niederlande            | Robert Gesink (TLJ)      | 8 Pkt.  |
| 9.                                                                | Spanien                | Alberto Contador (TCS)   | 7 Pkt.  |
| 10.                                                               | Spanien                | Samuel Sánchez (BMC)     | 6 Pkt.  |
| 11.                                                               | Frankreich             | Pierre Rolland (EUC)     | 5 Pkt.  |
| 12.                                                               | Vereinigte Staaten     | Andrew Talansky (TCG)    | 4 Pkt.  |
| 13.                                                               | Spanien                | Rubén Plaza (LAM)        | 3 Pkt.  |
| 14.                                                               | Schweiz                | Mathias Frank (IAM)      | 2 Pkt.  |
| 15.                                                               | Polen                  | Rafał Majka (TCS)        | 1 Pkt.  |

## Bergwertungen
| Col du Chaussy Kategorie 1 nach 15,5 km auf 1533 m 15,4 km bei 6,3 % |             |                            |         |
| 1.                                                                   | Spanien     | Joaquim Rodríguez (KAT)    | 10 Pkt. |
| 2.                                                                   | Niederlande | Steven Kruijswijk (TLJ)    | 8 Pkt.  |
| 3.                                                                   | Frankreich  | Romain Sicard (EUC)        | 6 Pkt.  |
| 4.                                                                   | Italien     | Vincenzo Nibali (AST)      | 4 Pkt.  |
| 5.                                                                   | Spanien     | Rubén Plaza (LAM)          | 2 Pkt.  |
| 6.                                                                   | Eritrea     | Daniel Teklehaimanot (MTN) | 1 Pkt.  |

| Col de la Croix de Fer Kategorie HC nach 83 km auf 2067 m 22,4 km bei 6,9 % |                        |                        |         |
| 1.                                                                          | Frankreich             | Pierre Rolland (EUC)   | 25 Pkt. |
| 2.                                                                          | Italien                | Vincenzo Nibali (AST)  | 20 Pkt. |
| 3.                                                                          | Frankreich             | Romain Bardet (ALM)    | 16 Pkt. |
| 4.                                                                          | Vereinigtes Konigreich | Chris Froome (SKY)     | 14 Pkt. |
| 5.                                                                          | Tschechien             | Roman Kreuziger (TCS)  | 12 Pkt. |
| 6.                                                                          | Niederlande            | Wouter Poels (SKY)     | 10 Pkt. |
| 7.                                                                          | Kolumbien              | Nairo Quintana (MOV)   | 8 Pkt.  |
| 8.                                                                          | Polen                  | Rafał Majka (TCS)      | 6 Pkt.  |
| 9.                                                                          | Niederlande            | Robert Gesink (TLJ)    | 4 Pkt.  |
| 10.                                                                         | Spanien                | Alberto Contador (TCS) | 2 Pkt.  |

| Col du Mollard Kategorie 2 nach 103 km auf 1638 m 5,7 km bei 6,8 % |            |                       |        |
| 1.                                                                 | Frankreich | Pierre Rolland (EUC)  | 5 Pkt. |
| 2.                                                                 | Italien    | Vincenzo Nibali (AST) | 3 Pkt. |
| 3.                                                                 | Frankreich | Romain Bardet (ALM)   | 2 Pkt. |
| 4.                                                                 | Frankreich | Thibaut Pinot (FDJ)   | 1 Pkt. |

| La Toussuire Kategorie 1 nach 138 km auf 1705 m 18,0 km bei 6,1 % |                        |                          |         |
| 1.                                                                | Italien                | Vincenzo Nibali (AST)    | 20 Pkt. |
| 2.                                                                | Kolumbien              | Nairo Quintana (MOV)     | 16 Pkt. |
| 3.                                                                | Vereinigtes Konigreich | Chris Froome (SKY)       | 12 Pkt. |
| 4.                                                                | Frankreich             | Thibaut Pinot (FDJ)      | 8 Pkt.  |
| 5.                                                                | Frankreich             | Romain Bardet (ALM)      | 4 Pkt.  |
| 6.                                                                | Spanien                | Alejandro Valverde (MOV) | 2 Pkt.  |

## Aufgaben
- Michael Valgren (TCS): Aufgabe während der Etappe (Krankheit[1])